# Tít và Mít
Tít và Mít là một bộ phim hoạt hình dài tập được thực hiện bởi Trung tâm Phim truyền hình Việt Nam, Đài Truyền hình Việt Nam do Nguyễn Thái Hùng và Trần Thanh Việt làm đạo diễn. Phim được chuyển thể từ bộ truyện tranh Tý Quậy của họa sĩ Đào Hải (1958–2014). Phim phát sóng bắt đầu từ ngày 8 tháng 2 năm 2005 trên kênh VTV3.

## Nội dung
Tít và Mít là hai người bạn thân thiết của nhau và đều học chung trong cùng một lớp, với bản tính tinh nghịch, ham thích vui chơi của mình mà Tít và Mít luôn gây ra những rắc rối trong các giờ kiểm tra, ngày khai giảng, buổi cắm trại, thi nấu cơm... Cùng với đứa em gái tên Tún hay mách lẻo của mình, sau những hành động quậy phá ấy, Tít sẽ luôn phải chịu những trận đòn roi của gia đình cậu dành cho cậu vì những việc đã làm. Thế nhưng, Tít vừa nghịch ngợm rồi vừa khá tốt bụng với mọi người, có bản tính dũng cảm và luôn muốn giúp đỡ người khác, vì vậy mà cho dù cậu rất nghịch ngợm thế nhưng ai ai cũng đều yêu mến cậu...

## Tập phim
Nguồn:
1. Ngày khai trường
2. Học võ
3. Bắt kẻ trộm
4. Đi cắm trại
5. Hai lần xấu hổ
6. Báu vật
7. Đau răng
8. Tít Khổng minh
9. Mẹ vắng nhà
10. Nhà ảo thuật

## Nhạc phim
- "Tìm bạn thân"

Sáng tác: Việt Anh - Tập bài hát lớp 1
- "Đàn gà con"

Nhạc: Phi-líp-pen-cô
Lời: Việt Anh - Tập bài hát lớp 1